# Johan Ernst Gunnerus
Johan Ernst Gunnerus (Christiania, 26 de fevereiro de 1718 - Kristiansund, 25 de setembro de 1773) foi um naturalista norueguês.

## Biografia
Gunnerus nasceu e foi criado em Christiania, na Noruega. Ele se matriculou na Universidade de Copenhague, na Dinamarca, em 1737, mas teve que adiar seus estudos por três anos por causa da pobreza. Estudou em Copenhague a partir de 1740, em Halle, na Alemanha, a partir de 1742, e em Jena, a partir de 1744, onde recebeu seu grau de Magister em 1745 e em 1753 foi admitido na Faculdade de Filosofia. Em Jena, ele publicou extensivamente, notadamente um trabalho sobre direito natural e internacional em oito volumes. Em 1754 foi chamado de volta à Dinamarca e nomeado professor e reitor em Herlufsholm. Em 1758 tornou-se bispo da Diocese de Nidaros em Trondheim, Noruega.
Gunnerus estava muito interessado em história natural e acumulou uma grande coleção de espécimes de visitas ao centro e norte da Noruega. Ele também encorajou outras pessoas a enviar-lhe amostras. Juntamente com os historiadores Gerhard Schöning e Peter Frederik Suhm, fundou a Sociedade de Trondheim em 1760. Em 1767, recebeu reconhecimento real e tornou-se membro da Real Sociedade Norueguesa de Ciências e Letras.
Gunnerus foi vice-presidente e diretor perpétuo da Sociedade de 1767 a 1773. A sociedade começou a publicar seu jornal em 1761, intitulado Det Trondhiemske Selskabs Skrifter, ainda hoje publicado como Det Kongelige Norske Videnskabers Selskabs Skrifter. Em 1765, Gunnerus publicou uma descrição de um tubarão-frade neste jornal, dando-lhe o nome científico de Squalus maximius.
Gunnerus foi o autor de Flora Norvegica (1766-1776). Ele contribuiu com notas sobre a ornitologia do norte da Noruega para o Beskrivelse over Finmarkens Lapper (1767) de Knud Leem, traduzido para o inglês em 1808 como An Account of the Laplanders of Finmark. Neste, Gunnerus foi a primeira pessoa a dar um nome científico ao Perna-Verde. Gunnerus discutiu várias de suas descobertas com Carolus Linnæus, conhecido principalmente como Carl von Linné, com quem se correspondia. As cartas originais de Carolus Linnæus são mantidas na Real Sociedade Norueguesa de Ciências e Letras em Trondheim, enquanto as de Gunnerus para Linnæus são encontradas na Linnean Society of London.
Gunnerus foi o primeiro a sugerir que, como as luzes do norte eram causadas pelo Sol, também deveria haver auroras ao redor da lua, Vênus e Mercúrio.
Em 1766, Gunnerus foi eleito membro estrangeiro da Real Academia Sueca de Ciências.

## Publicações
- Hans opvækkelige Hyrdebrev til det velærværdige, høj- og vellærde Præsteskab i Tronhjems Stift.   J. C. Winding, Trondheim 1758 (Faksimile: Tronheim 1997, ISBN 82-7113-075-7; Deutsche Ausgabe: Erwecklicher Hirten-Brief and die Wohlehrwürdige, Hoch- und Wohlgelahrte Priesterschaft im Stifte Druntheim, von dem Verfasser aus dem Dänischen ins Deutsche übersetzt, und mit einigen zur Druntheimischen gelehrten Historie gehörenden Anmerkungen vermehret. Pelt, Trondheim 1758)
- De modis adquirendi ius in re et praesertim dominium secundum principia iuris naturalis. Croeker, Jena 1747.
- Tractatus Philosophicus De Libertate Scientifice Adornatus, Cuno, Jena 1747
- Beweis von der Wirklichkeit und Einigkeit Gottes aus der Vernunft, Jena 1748
- Beurtheilung des Beweises der vorherbestimmten Übereinstimmung, Jena und Leipzig 1748
- Dissertatio philosophica, in qua demonstratur praescriptionem non esse iuris naturalis. Schill, Jena 1749
- Vollständige Erklärung des Natur- und Völkerrechts. Nach denen beliebten Grundsätzen des Herrn Hofrath Darjes. In Acht Theilen..., Cröcker, Jena 1752
- Unvolkommene Glückseligkeit dieses Lebens. Trauerrede auf Friedrich Georg Wilhelm Stöber. Jena 1753
- Dissertatio philosophica continens caussam Dei, vulgo theodiceam, ratione originis et permissionis mali in mundo habita, Marggraf, Jena 1754
- Institvtiones Theologiae Dogmaticae. Methodo, Uti Dicitur, Systematica, Inter Alia, Ad Vetustiores Theologos Felicius Intelligendos Conscriptae, Hartungius, Jena 1755
- Ars heuristica intellectualis usibus auditorii adcommodata. Mumme, Leipzig 1756
- Institutiones metaphysicae. Scholis academicis potissimum adcommodatae. Wentzel, Kopenhagen e Leipzig 1757
- Betragtninger over Sielens Udødelighed. Pelt, Kopenhagen 1761 (Digitalisat)
- Flora Norvegica. Observationibus presertim oeconomicis panosque norvegici locupletata. Vingind, Trondheim 1766-1772 (deutsch: Die Flora Norwegens)
- Anmerkungen zu Knud Leem: Beskrivelse over Finmarkens lapper. Deres tungemaal, levemaade og forrige afgudsdyrkelse, oplyst ved mange kaabberstykker. Salikath, Kopenhagen 1767
- Briefwechsel com Carl von Linné (Ausgabe: Brevveksling 1761-1772, eds. von Leiv Amundsen. Universitetsforlag, Trondheim, ISBN 82-00-23078-3)